# دوغ كينت
دوغ كينت (بالإنجليزية: Doug Kent)‏ هو لاعب البولنغ ‏ أمريكي، ولد في 9 فبراير 1967.